# Figura geomètrica

Figures geomètriques que delimiten superfícies planes.

Cossos geomètrics, o figures geomètriques «sòlides» que delimiten volums.

Una figura geomètrica és un conjunt de punts. Les figures i les seves propietats (forma, extensió, posició relativa, superfície, etc.) formen part de l'objecte d'estudi de la geometria. Són exemples de figures geomètriques el punt, la recta, l'angle, el triangle, el quadrat, el cercle i el cub.
L'observació de la natura mostra l'existència de variades formes dels cossos materials que la componen i proporcionen la idea d'espai, volum, superfície, recta, punt, etc. El desenvolupament per necessitats pràctiques de tècniques per mesurar i construir va portar a les persones a fer ús de diverses propietats de les figures geomètriques. Un cop adquirides aquestes nocions i prescindint del seu origen pràctic, la geometria (etimològicament mesurament de la terra), de ser un conjunt de tècniques, va passar a constituir una disciplina matemàtica formal, on la figura geomètrica és un ens abstracte i les seves propietats l'objecte d'estudi de la geometria. La seva aplicació pràctica s'estudia en física aplicada, astronomia, arquitectura, nàutica, topografia, agrimensura, etc.

## Figures geomètriques bàsiques
Les figures geomètriques més elementals són el punt, la recta i el pla. Mitjançant transformacions i desplaçaments dels seus components generen diverses línies, superfícies i volums, que són objecte d'estudi en matemàtiques: geometria, topologia, etc.
Adimensionals (sense dimensions)
- Punt

Unidimensional (lineals)
- Recta
  - Semirecta
  - Segment lineal
- Corba

Bidimensional (superficials)
- Plànol

Un segment (1 dimensió) pot generar un polígon (2 dimensions). Mitjançant noves transformacions podem obtenir un poliedre (3 dimensions), un polícor (4 dimensions) o diversos polítops (n dimensions).

Delimiten superfícies (figures geomètriques en sentit estricte):
- Polígon
  - Triangle
  - Quadrilàter
- Secció cònica
  - El·lipse
    - Circumferència

  - Paràbola
  - Hipèrbola

Descriuen superfícies:
- Superfície de revolució
- Superfície reglada

Tridimensional (volumètriques)

Projecció d'un hipercub, amb una transformació similar a la que es pot aplicar a un cub de tres dimensions.

Delimiten volums (cossos geomètrics):
- Poliedre

Descriuen volums:
- Sòlid de revolució
  - Cilindre
  - con
  - Esfera

N-dimensional (n dimensions)
- Polítop